# Condado de Lyon (Nevada)
El condado de Lyon (en inglés: Lyon County) fundado en 1861 es un condado en el estado estadounidense de Nevada. En el 2007 el condado tenía una población de 55,903 habitantes. La sede del condado es Yerington.

## Geografía
Según la Oficina del Censo, el condado tiene un área total de 5221 km² (2015,8 mi²), de la cual 60 km² (23,2 mi²) (1.13%) es agua.

## Demografía
Según el censo en 2000, hubo 34,501 personas, 13,007 hogares, y 9,443 familias residiendo en el condado. La densidad poblacional era de 7 km² (2,7 mi²). En el 2000 había 14,279 unidades unifamiliares en una densidad de 3 km² (1,2 mi²). La demografía del condado era de 88.62% blancos, 0.65% afroamericanos, 2.45% amerindios, 0.61% asiáticos, 2.94% isleños del Pacífico, 4.59% de otras razas y 2.94% de dos o más razas. 10.97% de la población era de origen hispano o latino de cualquier raza.
La renta per cápita promedia del condado era de $40,699, y el ingreso promedio para una familia era de $44,887. En 2000 los hombres tenían un ingreso per cápita de $34,034 versus $25,914 para las mujeres. El ingreso per cápita para el condado era de $18,543 y el 10.40% de la población estaba bajo el umbral de pobreza nacional.

## Ciudades y pueblos
- Dayton
- Fernley
- Mason
- Mound House
- Silver City
- Silver Springs
- Simpson
- Smith
- Smith Valley
- Stagecoach
- Wabuska
- Weed Heights
- Wellington
- Yerington